# Oldsmobile Four
La Four è un'autovettura mid-size prodotta dall'Oldsmobile dal 1915 al 1916 e dal 1921 al 1922. Il modello si posizionò alla base dell'offerta della casa automobilistica statunitense.

## Storia

### Model 43 (1915–1916)
La Model 43, ovvero la prima versione della vettura che venne prodotta dal 1915 al 1916, era equipaggiata con un motore a valvole laterali e quattro cilindri in linea da 3.146 cm³ di cilindrata che erogava 30 CV di potenza. Rispetto a quello della Baby Olds, ovvero del modello antenato, i cambiamenti furono quindi minimi. Il propulsore era anteriore, mentre la trazione era posteriore. Il moto alle ruote posteriori era trasmesso tramite un albero di trasmissione. Il cambio era a tre rapporti. I freni erano meccanici a tamburo e agivano sulle ruote posteriori. La frizione era a cono di cuoio. Le ruote erano a raggi in legno. La vettura era disponibile con due tipi di carrozzeria, torpedo quattro porte e roadster due porte.
Nel 1916 la vettura rimase pressoché invariata. Dal 1915 al 1916, in totale, furono prodotti 3.508 esemplari.

### Model 43A (1921–1922)
Dopo un cinque di pausa, la vettura venne reintrodotta nel 1921 con il nome di Model 43A. Anche la nuova versione del modello fu collocata alla base della gamma. Il passo diminuì da 3.048 mm a 2.921 mm mentre al cilindrata del motore crebbe a 3.671 cm³. La potenza sviluppata aumentò a 44 CV. La frizione diventò a secco ed erano offerte, tra le opzioni, le ruote a disco in acciaio. Alla torpedo ed alla roadster, furono aggiunte alla gamma le versioni berlina quattro porte e coupé due porte. Nel 1922 la potenza diminuì a 40 CV. Questo fu l'ultimo anno della Four e dei modelli Oldsmobile con motore a quattro cilindri, perlomeno fino al 1984, quando fu introdotta la Calais. Nei due anni in cui fu in produzione, vennero assemblati 28.706 esemplari.